# E.123
Pour les articles homonymes, voir E123.

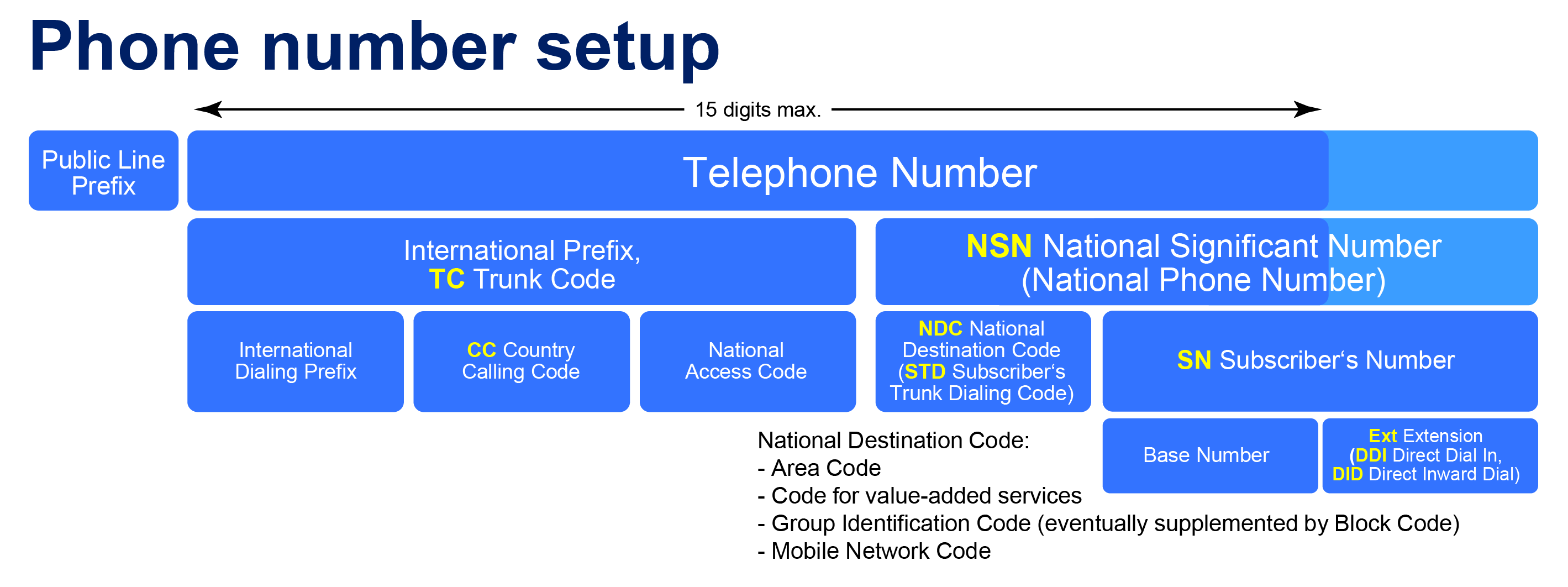
Configuration du numéro de téléphone

La recommandation E.123 de l'Union internationale des télécommunications (UIT), intitulée « Notation des numéros téléphoniques nationaux et internationaux, des adresses électroniques et des adresses Web », définit une façon standardisée d'écrire les numéros de téléphone, les adresses électroniques et les adresses web. 

## Formats recommandés
Les formats suivants sont recommandés : 
| Numéro de téléphone, notation nationale      | (042) 123 4567   |
| Numéro de téléphone, notation internationale | +31 42 123 4567  |
| Adresse électronique                         | name@example.com |
| Adresse web / URL                            | www.example.com  |

E.123 recommande que seules les espaces soient utilisées pour séparer visuellement des groupes de nombres.
En notation nationale, les parenthèses sont utilisées pour indiquer des chiffres qui sont parfois omis. Les parenthèses ne doivent pas être utilisées en notation internationale.
Une barre oblique peut être utilisée pour indiquer des numéros alternatifs.

## En cas d'urgence
Une façon standardisée, d'indiquer des contacts en cas d'urgence, a été adoptée et incorporée à la norme, en mai 2008.
Il est proposé de mémoriser les contacts d'urgence dans un répertoire, sous la forme « 0n- - - - », où « n » est un chiffre de 1 à 9, et « - - - - » un texte descriptif dans une langue quelconque (par exemple épouse, ou Anne).
Dans le répertoire d'un téléphone portable, l'entrée sera classée selon la clé 01épouse ou 01Anne, ce qui permettra aux services d'urgence de trouver et d'identifier rapidement le numéro d'un proche, associé à cette entrée.